# NGC 4780
NGC 4780 este o galaxie spirală situată în constelația Fecioara. A fost descoperită în 1880 de către Ernst Wilhelm Tempel. Se află la o distanță de 51 de megaparseci de Pământ.